# Salto Kamá
El Salto Kamá (también llamado Kama Meru, y en pemón: Kamá Merú) es una cascada o caída de agua situada en el sector oriental del parque nacional Canaima. Administrativamente forma parte del municipio Gran Sabana, del estado Bolívar (Venezuela). Se localiza en la cuenca del río Caroní, uno de los más importantes de la Guayana venezolana, recibiendo las aguas del río Aponwao, que se dividen en varias caídas y tiene unos 50 metros de altura. En sus cercanías se encuentran instalaciones turísticas.